# Шевельово
Шевельово — село у складі міського поселення Клин Клинського району Московської області Російської Федерації.

## Розташування
Село Шевельово входить до складу міського поселення Клин, воно розташовано на березі річки Лютенка, на північ від міста Клин. Найближчий населений пункт Белавіно. Найближча залізнична станція Клин.

## Населення
Станом на 2010 рік у селі проживало 20 людей